# Соллогубы
Соллогу́бы (Салагубы, Сологубы. пол. Sołłohub, Sołohub) — шляхетский, дворянский, позже графский род.
В Гербовник внесены фамилии: дворян Сологубовых и графов Соллогуб:
1. Сологубовы, потомство Григория Степановича Сологубова, жалованного вотчинами в 1695 г. (Герб. Часть X. № 102).
2. Графы Соллогубы, потомства графа Ивана Антоновича Соллогуба, женатого в 1781 г. (Герб. Часть XII. № 22)[1].

Род Соллогубов внесён в VI и V части родословных книг Виленской, Ковенской, Минской, Могилёвской, Подольской и Московской губерний. Наиболее известными представителями его были писатель В. А. Соллогуб и его племянник Ф. Л. Соллогуб.
Кроме того существуют ещё три ветви этого же рода Сологубов:
1. Потомки Мартына Довойно-Соллогуба, которому в 1633 году пожаловано имение в Рославольском уезде Смоленского воеводства (дворяне Могилевской губернии).
2. Потомки Антона Соллогуба, стольника Овручского в 1699 г. (дворяне Подольской губернии).
3. Потомки Яна Соллогуба, помещика Упитского уезда в 1718 г., от брака с Феодорою Карвовскою (дворяне Ковенской губернии).

Сверх того, есть еще украинская фамилия Соллогуб, не имеющая ничего общего с предыдущими и идущая от Андриана Степановича Сологуба, генерал-майора, тобольский губернатор (с 1869).

## Происхождение и история рода
Происходил из Великого княжества Литовского, раннее был известен более как Довойно-Соллогубы (пол. Dowojno-Sołłohub). Восходит ко второй половине XV века.
Юрий Андреевич Соллогуб, воевода смоленский, защищавший этот город от великого князя Василия III, вынужден был сдаться и отпущен в Великое княжество Литовское, отвергнув предложение великого князя поступить к нему на службу. Возвратившись на родину, обвинён в измене и казнён (1514).
Предок рода Сологубовых стряпчий (1683) и стольник (1686-1692) Григорий Степанович Сологуб за службу, ратоборство и храбрость пожалован (1695) по грамоте царей Ивана и Петра Алексеевичей из поместного оклада в вотчину.
Михаил Алексеевич Сологубов (1795—1881) — московский купец, крупный меценат. Женат на Зубовой Агриппине Петровне, происходящей из известной московской династии купцов и дворян Зубовых. Похоронен в родовом склепе Зубовых-Сологубовых в Храме Сошествия Святого Духа на Даниловском кладбище.

## Графы Соллогубовы
В указе императора Александра II, данном Правительствующему сенату (27 февраля 1861) записано: «Снисходя, на всеподданнейшую просьбу генерал-майора Льва, действительного статского советника в звании камергер Высочайшего двора, ротмистра Николая и вдовы надворного советника Льва Соллогубова, с малолетнем сыном последней Фёдором, дозволяется всем поименованным лицам и их потомству именоваться в России графами, без предъявления документов на сей титул, утраченных их предками во время несчастных смут, бывших в Польше и Литве». Грамота на графское достоинство Ивану Антоновичу Соллогубу Высочайше подписана 8 июля 1867 года, а герб Высочайше утверждён 5 ноября 1866 года.

### Известные представители
- Граф Соллогуб Иван Антонович (1747 — ок. 1812) — генерал-майор, женат (с 22 августа 1781) на Натальи Львовне Нарышкиной.
- Граф Соллогуб Владимир Александрович (1813 — 1882) — известный писатель.

## Описание гербов

#### Герб. Часть XII. № 22.
Герб графов Соллогубов: щит рассечён на лазурь и червлень с серебряными швами стеною, из которой возникает золотой, с червлёными глазами и языком, лев, держащий в правой лапе серебряное кольцо.
Щит увенчан графскою короною и двумя графскими коронованными шлемами. Нашлемники: правый — возникающий золотой, с червлёными глазами и языком, лев, держащий в правой лапе серебряное кольцо, левый — два сложенных орлиных крыла червлёных с серебряными швами. Намёты справа — лазоревый с золотом, слева — червлёный с серебром. Щитодержатели: два золотых льва с червлёными глазами и языками. Девиз: «ВПЕРЕД К ДОБРУ» золотыми буквами на лазоревой ленте. Герб графов Соллогубов внесён в Часть 12 Общего гербовника дворянских родов Всероссийской империи, стр. 22.

#### Герб. Часть X. № 102.
Герб потомства Григория Степановича Сологубова: щит разделён на две части, из которых в верхней большей части, в красном поле изображена из облака выходящая в латах рука, держащая поднятый вверх меч (польский герб Малая Погоня). В нижней, меньшей части, в серебряном поле, находится зеленого цвета полоса. Щит увенчан дворянским шлемом и короной с тремя на ней страусовыми перьями. Намёт на щите зеленый и красный, подложенный серебром. Герб дворян Сологубовых внесён в Часть 10 Общего гербовника дворянских родов Всероссийской империи, стр. 102.

#### Герб Василия Салогуба
Герб войскового товарища Василия Салогуба (1722): щит: в голубом поле жёлтый лев с золотым кольцом в лапах, возникающий из красной стены. Нашлемник: подобный же лев с кольцом (польский герб Правдзиц).

## Известные представители
- Соллогуб Михаил — сын боярский, ограблен и убит (1531).
- Соллогуб Николай — королевский ротмистр, в битве с русскими под крепостью Улою (1568) первым переплыл реку Улу на помощь своим.
- Соллогуб Сигизмунд (Зыгмунт) Николаевич — королевский боярин (1549), сборщик податей в Минском воеводстве (1580).
- Соллогуб Иероним — чашник Ковенский (1699—1705).
- Соллогуб Николай — чашник Вилкомирский (ум. 1736).
- Соллогуб Ян-Михаил — бригадир, подкормий гостынский (1722), чашник князя Жмудскаго, ловчий (1724), воевода Брестский (1726), староста Речицкий, Езержийский, Стрелецкий и Саницкий, маршал Литовского трибунала (1729 и 1747), владелец графств: Туров, Горы-Горки и Черея.
- Соллогуб Ян — скарбник Вилкомирский (1741).
- Соллогуб Иосиф-Антоний — полковник, каштелян жмудский (1742), витебский (1748), воевода Витебский (1752), кавалер ордена Белого орла, староста Эйшиский и Санницкий. Писался графом на Илии, Ивенце, Турове и Горы-Горках (с 1750).
- Соллогуб Антон — хорунжий, староста Санницкий и Езержийский (1740), генерал артиллерии Литовской (1746). Писался графом (с 1750)[5].